# Colnago
Colnago — компания-производитель гоночных велосипедов, основанная Эрнесто Кольнаго в 1954 году недалеко от Милана в местечке Камбьяго в Италии. Несмотря на традиционную для семьи Кольнаго занятость в сельском хозяйстве, Эрнесто Кольнаго выбрал профессию, связанную с производством и продажей велосипедов, сначала попробовав себя в роли гонщика, после чего стал механиком в Molteni — команде легендарного бельгийского велогонщика Эдди Меркса.

## Логотип

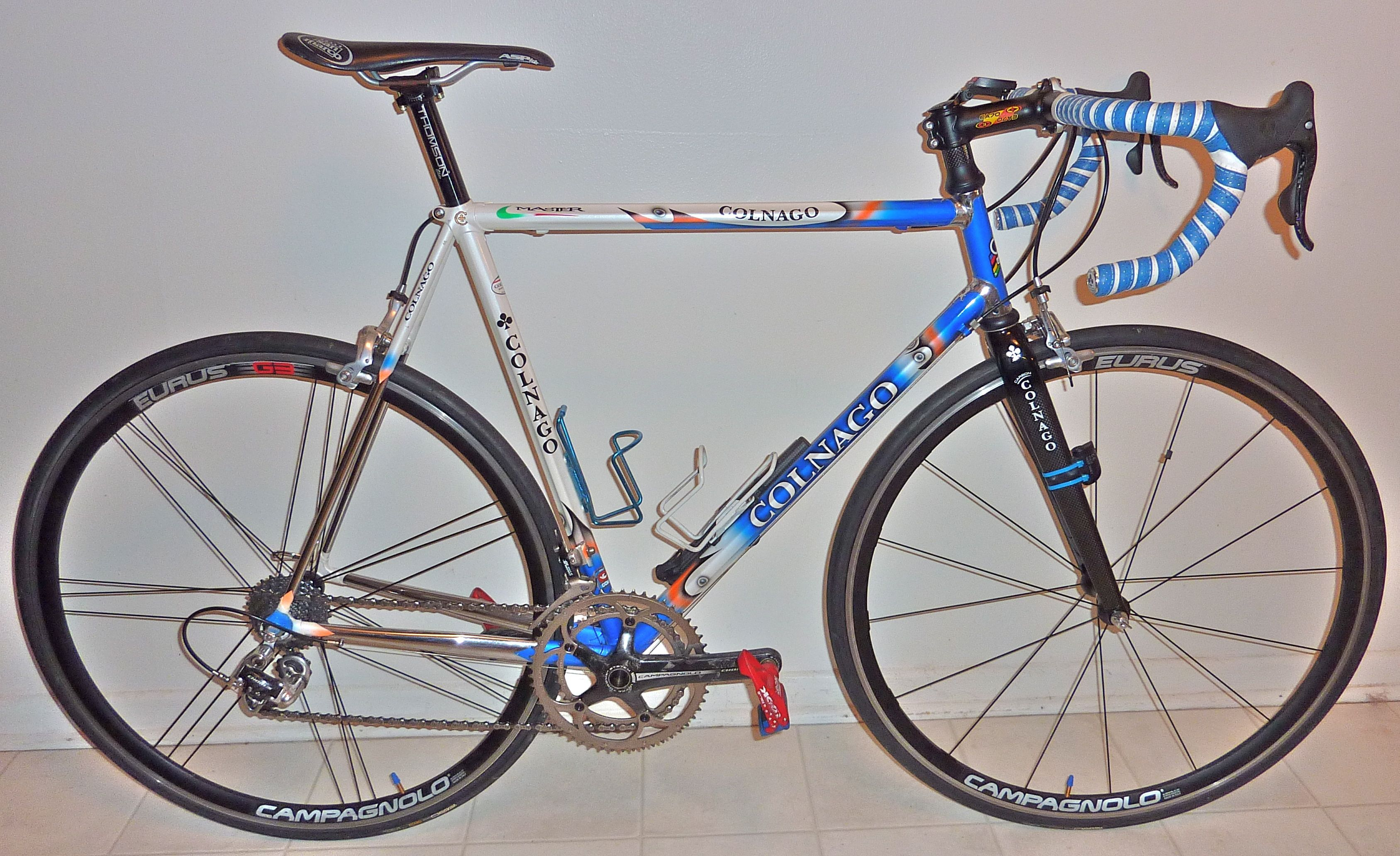
Colnago Master Extra Light, велосипед со стальной рамой

Символом компании Эрнесто Кольнаго избрал символическое изображение клеверного листа, которое по визуальным признакам имеет подобие карточной масти треф.

## История
Уже в 1960 году Луиджи Ариенти выиграл на велосипеде Colnago золотую олимпийскую медаль на Олимпиаде в Риме. С конца 1960-х и на протяжении 1970-х годов, заказные рамы для гоночных шоссейных велосипедов компании Colnago считались одними из лучших в мире.
Компания создала сверхлёгкую титановую раму на которой Эдди Меркс в 1972 году побил мировой рекорд в часовой гонке. Эта рама экспонировалась по всему миру, включая одну из станций метрополитена в Брюсселе.
Colnago известна тесным сотрудничеством с Ferrari и выпуском совместных велосипедов в честь каждого юбилея компании.

## Список спонсируемых Colnago команд[1]
| - 1968—1973 Molteni - 1969—1978 SCIC - 1975—1976 Zonca-Santini - 1975—1979 Kas Campagnolo - 1977 Ijsboerke-Colnago - 1977 Kanel-Colnago - 1978 Mecap-Selle Italia - 1978—1979 Miniflat-ys-vdb-Colnago - 1978 Intercontinentale - 1979 Sapa - 1979 Inoxpran - 1979 Lano-Boul d’Or - 1980 Boule d’Or Colnago Studio Casa - 1980 Gis Gelati - 1980—1981 Sunair Sport 80 Colnago - 1980 Splendor - 1981 Gis Campagnolo - 1981—1983 Boule d’Or Colnago Studio Casa | - 1982—1988 Del Tongo Colnago - 1984 Kwantum Colnago - 1984 Safir Colnago - 1985 Kwantum Hallen - 1985 Safir van den Ven Colnago - 1985 Tonissteiner Saxon - 1986 Kwantum Sport Shop - 1986 Miko Tonissteiner Fevrier - 1986 Roland van den Ven Colnago - 1987—1988 Roland Colnago - 1987 Superconfex Kwantum Colnago - 1988—1989 Superconfex - 1988 Panasonic Isostar - 1989 Panasonic - 1989 Malvor Sidi Colnago - 1989—1990 Alfalum - 1990—1992 Buckler - 1990 La William | - 1990 Diana Colnago - 1990 Clas - 1991—1993 Clas Cajatur - 1991—1993 Ariostea - 1991 Colnago Lampre Sopran - 1992 Lampre Colnago Animex - 1993—1994 Word Perfect - 1993 Lampre Polti - 1993—1999 Tonissteiner Colnago Saxon - 1994—1995 Lampre Panaria - 1994 Mapei Class - 1994 Novell Software - 1995—1997 Mapei GB - 1996 Panaria Vinavil - 1996—2008 Rabobank - 1996—1997 Casino - 1998 Mapei Bricobi - 1999—2002 Mapei Quick.Step | - 1999 Lampre Daikin - 2001 Coast - 2001—2006 Landbouwkrediet Colnago - 2001—2007 Navigators - 2005—2007 Panaria Navigare - 2005 Domina Vacanze - 2005 Action - 2005 Skil Shimano - 2005—2008 Milram - 2007—2008 Tinkoff Credit Systems - 2007—2010 Landbouwkrediet-Tonissteiner - 2010 BBox-Bouyoges Telecom - 2010 Team Type 1 - 2010 Colnago-CSF Inox - 2010 Pendragon-Colnago |